# Park stanowy Harrisville
Park stanowy Harrisville (ang. Harrisville State Park) – park stanowy w amerykańskim stanie Michigan. Leży na środkowym zachodzie Dolnego Półwyspu, nad jeziorem Huron, na terenie hrabstwa Alcona.
Park został założony w 1921 roku, co czyni go najstarszym parkiem Michigan. Miał wówczas powierzchnię 2,4 ha, jednak został powiększony obecnie obejmuje swoją powierzchnią 43 ha.

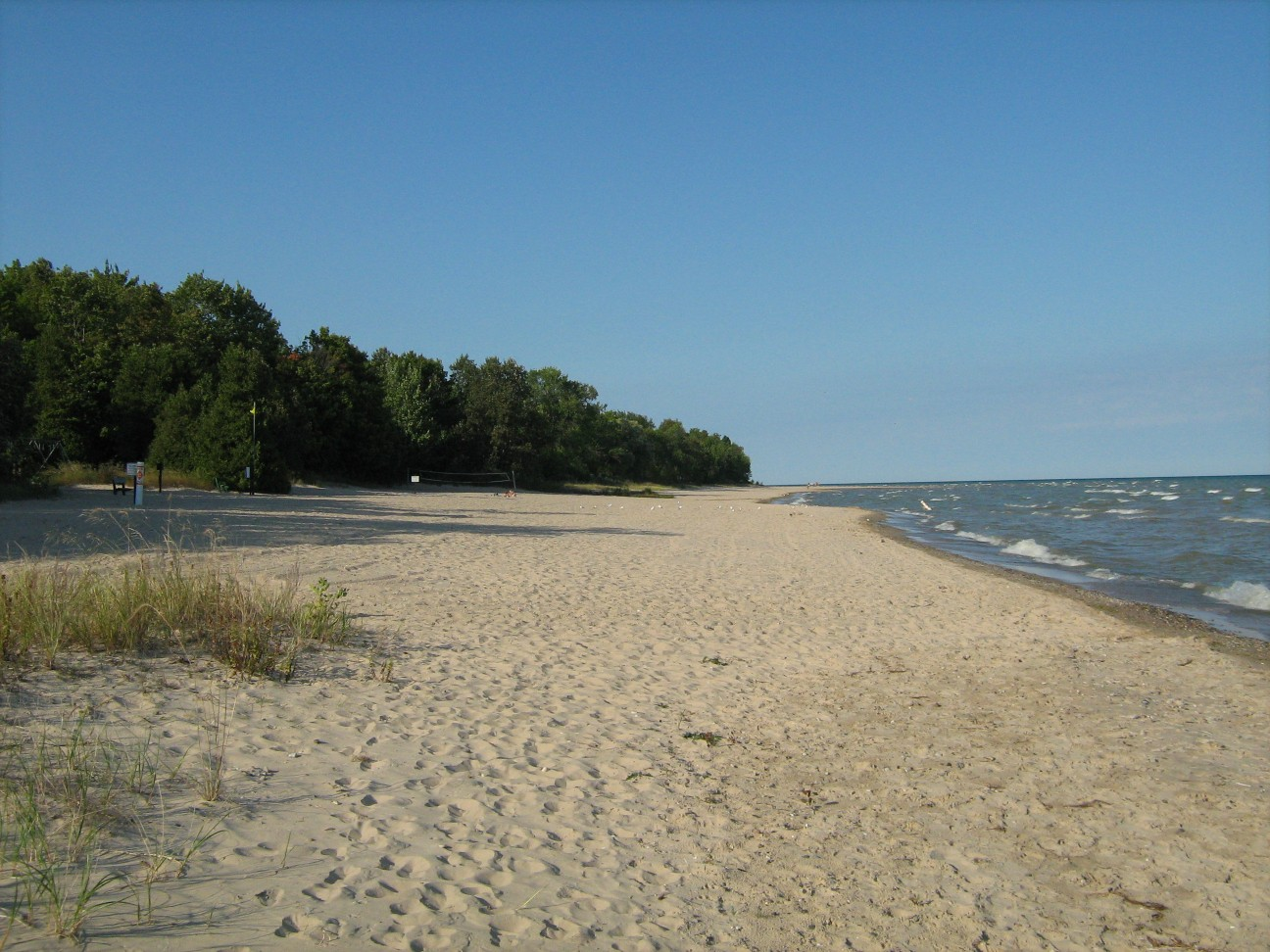
Plaża w parku Harrisville

Park leży na południe od miasta Harrisville, siedziby władz hrabstwa Alcona. Obejmuje piaszczyste wybrzeże jeziora Huron oraz przylegający do niego las. Oprócz możliwości plażowania park jest przygotowany pod inną aktywność turystyczno-rekreacyjną. W parku jest przygotowany teren piknikowy oraz pawilon, dwumilowy szlak na wędrówki piesze, oraz trasy biegowe i rowerowe,  boisko do siatkówki, koszykówki i plac zabaw dla dzieci. Ponadto w parku są zorganizowane pole kempingowe ze 195 miejscami wyposażone w bieżąca wodę, toalety (w tym dla niepełnosprawnych), prysznice i elektryczność, oraz miejsca postojowe dla kamperów. W parku jest kilka sezonowych oraz jeden całoroczny domek turystyczny do wynajęcia.